# فرودگاه بوروویتسی
فرودگاه بوروویتسی (به انگلیسی: Borovitsy) یک فرودگاه نظامی است که یک باند فرود بتن دارد و طول باند آن ۲۵۰۰ متر است. این فرودگاه در کشور بلاروس قرار دارد و در ارتفاع ۱۳۹ متری از سطح دریا واقع شده‌است.